# Velika nagrada Švedske
Velika nagrada Švedske je bila dirka svetovnega prvenstva Formule 1, ki je potekala s prekinitvami med sezonama 1973 in 1978. Najuspešnejša dirkača sta Niki Lauda in Jody Scheckter s po dvema zmagama, kolikor jih ima tudi najuspešnejše moštvo, Tyrrell. Smrti Švedov Ronnieja Petersona in Gunnarja Nilssona na dirki v sezoni 1978 sta močno zmanjšali zanimanje za Formulo 1 na Švedskem in tudi zato se je dirka iz te države umaknila.

## Zmagovalci Velike nagrade Švedske
Roza ozadje označuje dirke, ki niso štele za prvenstvo Formule 1.
| Leto | Dirkač          | Konstruktor | Dirkališče | Poročilo |
| ---- | --------------- | ----------- | ---------- | -------- |
| 1978 | Niki Lauda      | Brabham     | Anderstorp | Poročilo |
| 1977 | Jacques Laffite | Ligier      | Anderstorp | Poročilo |
| 1976 | Jody Scheckter  | Tyrrell     | Anderstorp | Poročilo |
| 1975 | Niki Lauda      | Ferrari     | Anderstorp | Poročilo |
| 1974 | Jody Scheckter  | Tyrrell     | Anderstorp | Poročilo |
| 1973 | Denny Hulme     | McLaren     | Anderstorp | Poročilo |
| 1949 | Princ Bira      | Maserati    | Skarpnack  | Poročilo |
| 1933 | Antonio Brivio  | Alfa Romeo  | Wram       | Poročilo |